# Karl Heinrich Joseph von Sickingen
Karl Heinrich Joseph Reichsgraf von Sickingen (* 1737; † 13. Juli 1791 in Wien) war Diplomat und Chemiker, der Arbeiten über das Platin schrieb. Karl von Sickingen war der letzte Stammherr des älteren Astes der Linie Sickingen zu Sickingen und direkter Nachfahre des Ritters Franz von Sickingen.

## Familie
Karl von Sickingen war der Sohn des Johann Damian von Sickingen (* 10. Februar 1702; † 4. Januar 1785). Dieser war Oberamtmann beim kurpfälzischen Oberamt Simmern und erwarb am 3. März 1778 für sich und die ganze Familie die Reichsgrafenwürde. Die Mutter war die Gräfin Maria Charlotte Maximiliane von Seinsheim († 16. März 1747). Sein Bruder war Wilhelm Friedrich von Sickingen (* 7. September 1739), kurmainzischer Staatsminister und nach 1794 außerordentlicher Minister.

## Leben
Karl von Sickingen war pfalzbairischer wirklicher Geheimrat, Ehrenritter des Malteserordens und Ritter des Ordens vom pfälzischen Löwen. In den Jahren 1780 bis 1791 war er pfalzbayerischer Gesandter und bevollmächtigter Minister am französischen Hof von Ludwig XVI.
Er war der Erste, der die Schweißbarkeit des Platins erkannte und dem es gelang, das Platin in Blechform auszuhämmern und es zu Drähten auszuziehen. Die Versuche über das Platin machte er um das Jahr 1772 in Paris, 1778 wurden sie in der Akademie vorgelesen. Eine deutsche Übersetzung der französischen Abhandlung erschien 1782 in Mannheim: Versuche über die Platina. Im Jahr 1782 wurde er zum Mitglied der Leopoldina gewählt. 1785 wurde er zum auswärtigen Mitglied der Göttinger Akademie der Wissenschaften gewählt. Karl von Sickingen starb am 13. Juli 1791 in Wien.